# Supergrup de la columbita
El supergrup de la columbita és un grup de minerals format per 36 espècies de minerals òxids que es troben classificats en cinc grups:
- Grup de la columbita
- Grup de la ixiolita
- Grup de la samarskita
- Grup de la wodginita
- Grup de la wolframita

A més, també formen part del grup les dues darreres espècies descobertes, la tantalesquinita-(Ce) i la nioboixiolita-(Fe³⁺), les quals encara no formen part de cap dels grups mencionats anteriorment. Aquestes espècies, aprovades l'any 2024, cristal·litzen en el sistema ortoròmbic.
Aquest grup va ser establert l'any 2022 per l'Associació Mineralògica Internacional, i les espècies que inclou es basen en la relació M:O = 1:2, i es troben caracteritzats estructuralment per cadenes en zig-zag d'octaedres metall-oxigen que comparteixen vores. Són components accessoris del greisen, una roca metasomàtica de mitja temperatura formada com a producte de l'alteració de roques granítiques associades a mineralitzacions estanníferes.
De totes les espècies que formen part d'aquest grup tan sols la hübnerita i la ferberita han estat descrita alls territoris de parla catalana:
- La hübnerita a la mina Serrana (El Molar, Priorat).[6]
- La ferberita a la Coma Fosca, a la Roca de Ponent i a Sant Miquel, tots tres indrets dins del terme municipal de Vimbodí (Conca de Barberà, Tarragona).[7]

## Grup de la columbita

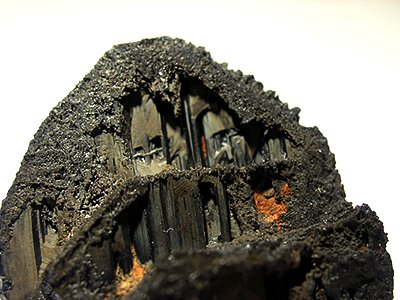
Columbita-(Mn)

El grup de la columbita està integrat per set espècies: columbita-(Fe), columbita-(Mg), columbita-(Mn), qitianlingita, tantalita-(Fe), tantalita-(Mg) i tantalita-(Mn). Totes aquestes espècies cristal·litzen en el sistema ortoròmbic.
| Espècie        | Fórmula              |
| -------------- | -------------------- |
| Columbita-(Fe) | FeNb₂O₆              |
| Columbita-(Mg) | (Mg,Fe,Mn)(Nb,Ta)₂O₆ |
| Columbita-(Mn) | (Mn,Fe)(Nb,Ta)₂O₆    |
| Qitianlingita  | (Fe,Mn)₂(Nb,Ta)₂WO10 |
| Tantalita-(Fe) | FeTa₂O₆              |
| Tantalita-(Mg) | (Mg,Fe2+)(Ta,Nb)₂O₆  |
| Tantalita-(Mn) | MnTa₂O₆              |

## Grup de la ixiolita
El grup de la ixiolita va ser establert l'any 2022, i està format per quatre espècies: ixiolita-(Fe²⁺), ixiolita-(Mn²⁺), nioboixiolita-(Mn²⁺) i nioboixiolita-(◻). Totes quatre cristal·litzen en el sistema ortoròmbic.
| Espècie              | Fórmula            |
| -------------------- | ------------------ |
| Ixiolita-(Fe²⁺)      | (Ta0.67Fe²⁺0.33)O₂ |
| Ixiolita-(Mn²⁺)      | (Ta0.67Mn2+0.33)O₂ |
| Nioboixiolita-(Mn²⁺) | (Nb0,67Mn²⁺0,33)O₂ |
| Nioboixiolita-(◻)    | (Nb0.8◻0.2)⁴⁺O₂    |

## Grup de la samarskita

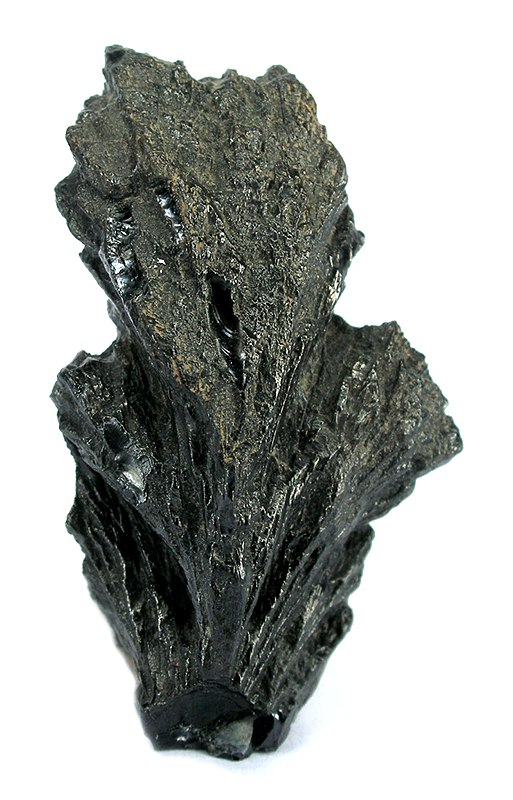
Samarskita-(Y)

El grup de la samarskita està format per minerals que segueixen la fórmula general A³⁺B³⁺C⁵⁺₂O₈, on:
- A = Yb, Y, REE (Ln), U, Th o Ca.
- B = Fe³⁺, Mn²⁺.
- C = Nb, Ta, Ti; i Nb > Ta i Ti.

Aquest grup està format per set espècies: calciosamarskita, ishikawaïta, samarskita-(Y), samarskita-(Yb), shakhdaraïta-(Y), srilankita, itrotantalita-(Y). La itrotantalita-(Y) va ser la darrera espècie en incorporar-se al grup l'any 2005. Tant aquesta com la srilankita i la calciosamarskita cristal·litzen en el sistema ortoròmbic, mentres que la resta ho fan en el monoclínic.
| Espècie           | Fórmula                             |
| ----------------- | ----------------------------------- |
| Calciosamarskita  | (Ca,Fe,Y)(Nb,Ta,Ti)O₄               |
| Ishikawaïta       | (U,Fe,Y)NbO₄                        |
| Samarskita-(Y)    | YFe³⁺Nb₂O₈                          |
| Samarskita-(Yb)   | (Yb,Y,Fe³⁺,Fe²⁺,U,Th,Ca)₂(Nb,Ta)₂O₈ |
| Shakhdaraïta-(Y)  | ScYNb₂O₈                            |
| Srilankita        | Ti₂ZrO₆                             |
| Itrotantalita-(Y) | (Y,Ca,U⁴⁺,Fe²⁺)₂(Ta,Nb)₂O₈          |

## Grup de la wodginita
El grup de la wodginita està format per vuit espècies: achalaïta, ferrotitanowodginita, ferrowodginita, litiotantita, litiowodginita, tantalowodginita, titanowodginita i wodginita. Totes les espècies que formen aquest grup cristal·litzen en el sistema monoclínic.
| Espècie              | Fórmula                         |
| -------------------- | ------------------------------- |
| Achalaïta            | (Fe²⁺,Mn)(Ti,Fe³⁺,Ta)(Nb,Ta)₂O₈ |
| Ferrotitanowodginita | Fe²⁺TiTa₂O₈                     |
| Ferrowodginita       | Fe²⁺Sn⁴⁺Ta₂O₈                   |
| Litiotantita         | LiTa₃O₈                         |
| Litiowodginita       | LiTa₃O₈                         |
| Tantalowodginita     | (Mn2+0.5◻0.5)TaTa₂O₈            |
| Titanowodginita      | Mn²⁺TiTa₂O₈                     |
| Wodginita            | Mn²⁺Sn⁴⁺Ta₂O₈                   |

## Grup de la wolframita
El grup de la wolframita està format per vuit espècies: dmitryvarlamovita, ferberita, heftetjernita, huanzalaïta, hübnerita, nioboheftetjernita, rossovskyita i sanmartinita. Totes les espècies que formen aquest grup cristal·litzen en el sistema monoclínic excepte la dmitryvarlamovita que ho fa en l'ortoròmbic.
| Espècie            | Fórmula            |
| ------------------ | ------------------ |
| Dmitryvarlamovita  | Ti₂(Fe³⁺Nb)O₈      |
| Ferberita          | FeWO₄              |
| Heftetjernita      | ScTaO₄             |
| Huanzalaïta        | MgWO₄              |
| Hübnerita          | MnWO₄              |
| Nioboheftetjernita | ScNbO₄             |
| Rossovskyita       | (Fe³⁺,Ta)(Nb,Ti)O₄ |
| Sanmartinita       | Zn(WO₄)            |